# Ardices nexum
Ardices nexum är en fjärilsart som beskrevs av Butler 1878. Ardices nexum ingår i släktet Ardices och familjen björnspinnare. Inga underarter finns listade i Catalogue of Life.